# Comité Olivenza Portuguesa
El Comité Olivenza Portuguesa (en portugués, Comité Olivença Portuguesa) es una asociación portuguesa fundada en 1988 y legalizada en 1990, con sede en Estremoz (distrito de Évora). Busca promover la cultura portuguesa en Olivenza y Táliga, así como mantener viva la reclamación portuguesa sobre dichas localidades.
Entre sus actividades destaca la distribución gratuita a los jóvenes y niños de Olivenza y Táliga, así como también a las bibliotecas de libros divulgativos sobre la historia local, la lengua portuguesa y la cultura portuguesa oliventina.
Desde 2003, está integrado en el Grupo de los Amigos de Olivenza.
Su fundador, presidente y miembro más activo es Carlos Luna.
- Datos: Q8460599